# اختیاریه
اِختیاریه نام منطقه ای قدیمی واقع در منطقه ۱ و منطقه ۳ شهر تهران است که نام آن از صاحب اختیار، مالک سراسر منطقه در گذشته، برگرفته شده‌ است.
این محله در مجاورت ضلع غربی خیابان پاسداران قرار دارد و دارای یک میدان اصلی با همین نام می‌باشد. این میدان از نظر طولی بین خیابان پاسداران و خیابان دیباجی جنوبی و از نظر عرضی بین بزرگراه صدر از محل انتهای بلوار شهید دستواره (معصومی) و خیابان شهید کلاهدوز (دولت) واقع شده است. محله‌های اختیاریه نیز شامل ده رستم‌آباد در غرب شغال آباد و کف دره در شرق می‌باشند. خیابان اختیاریه جنوبی از خیابان پاسداران روبروی گلستان ششم شروع شده و پس از قطع خیابان دولت در چهار راه دلبخواه به میدان اختیاریه ختم می‌شود. میدان اختیاریه و خیابان اختیاریه جنوبی (فقط حد فاصل چهارراه دلبخواه و میدان اختیاریه) یکی از مناطق تجاری شمال شهر تهران محسوب می‌شود که دارای کسب و کار بسیار پررونقی می‌باشد.

## خطوط حمل و نقل عمومی
این محله در گذشته مبدأی سفر مسافران اتوبوس از محله‌های شمال شرق این محل از جمله فرمانیه، نوبنیاد، مینی سیتی و محله‌های مجاور بلوار ارتش بود که در آن زمان با خطوطی نظیر اختیاریه به میدان امام خمینی، میدان قدس، سوهانک و شهرک نور جابجایی افراد صورت می‌گرفت. در حال حاضر از ضلع شمال شرقی محله دسترسی به پایانه اتوبوسرانی شهید دستواره (معصومی) و ایستگاه متروی نوبنیاد و از ضلع جنوب شرقی محله در چهارراه پاسداران دسترسی به پایانه مغان امکان‌پذیر می‌باشد. از خطوط اتوبوسرانی عبوری از داخل، ضلع شرقی و ضلع شمالی این محله خطوط ذیل فعال می‌باشد:
- خط ۲۲۵ پایانه شهید دستواره (معصومی) به میدان قدس (تجریش) در مسیر نوبنیاد، خیابان پاسداران،  میدان اختیاریه، خیابان شهید کلاهدوز (دولت)، خیابان شریعتی، میدان قدس، خیابان شهرداری و میدان تجریش
- خط ۲۱۵ سوهانک به سه راه ضرابخانه در مسیر بلوار ارتش، اراج، خیابان لنگری، میدان نوبنیاد، خیابان پاسداران، سه راه اختیاریه تا چهارراه پاسداران، ادامه خیابان پاسداران، حسینه ارشاد، خیابان شریعتی، ابتدای بزرگراه همت و زین‌الدین
- خط ۱۰۶ پایانه لاله به پایانه شهید افشار (پارک وی) در مسیر بلوار ارتش، بزرگراه‌های امام علی، شهید صدر ، ایستگاه متروی نوبنیاد، بزرگراه صدر، پل صدر و دستواره،  ضلع شمالی محله اختیاریه ، ادامه بزرگراه صدر و مدرس[۴]

## تاریخچه

بخشی از دیوار کاخ صاحب‌اختیار

اختیاریه، نام امروزین زمین‌هایی است که در میانه راه روستاهای حسین‌آباد لویزان و رستم‌آباد در شمال دروس قرار داشت. این ملک ابتدا به محمودخان قائم‌مقام تعلق داشت. او یک و نیم دانگ از ملک مزبور را وقف کرد و مابقی اراضی توسط صاحب‌اختیار خریداری شد. او نام منطقه را به اختیاریه تغییر داد و اقدام به‌آبادی آن نمود و ازجمله آن منطقه را مجهز به مکتبخانه نمود.
باغ و کاخ زیبای صاحب اختیار، در شمال شرق اختیاریه اغلب اقامتگاه مشیرالدوله بوده‌است. از فامیل‌های رایج منطقه می‌توان به خاندان عرب و نوریان اشاره نمود. از دیگر اتفاقات مهمی که در این باغ افتاد، تشییع جنازه مستوفی‌الممالک از این باغ بود. اختیاریه دارای یک رشته قنات و یک گورستان قدیمی است.